# Györgyi-Giergl művészcsalád
A Györgyi-Giergl művészcsalád egyike a számos német eredetű és megtelepedése után a magyar reformkor, forradalom és szabadságharc élményével gazdagodott, képességeit a hazai kulturális törekvések szolgálatába állító magyarrá vált polgárcsaládnak, amelyek alkotó tevékenységükkel és kultúraközvetítésükkel sajátos szerepet töltöttek be a hazai művelődésben, az ország művészeti és építészeti arculatának formálásában, nem utolsósorban kultúránk határainkon túli elismertetésben. 
A család három évszázadon átívelő művészeti tevékenységét a Budapesti Történeti Múzeum Művészgenerációk c. kiállítása mutatta be a Budavári Palotában 2006. október 4. – 2007. március 5. között.

## Családtagok

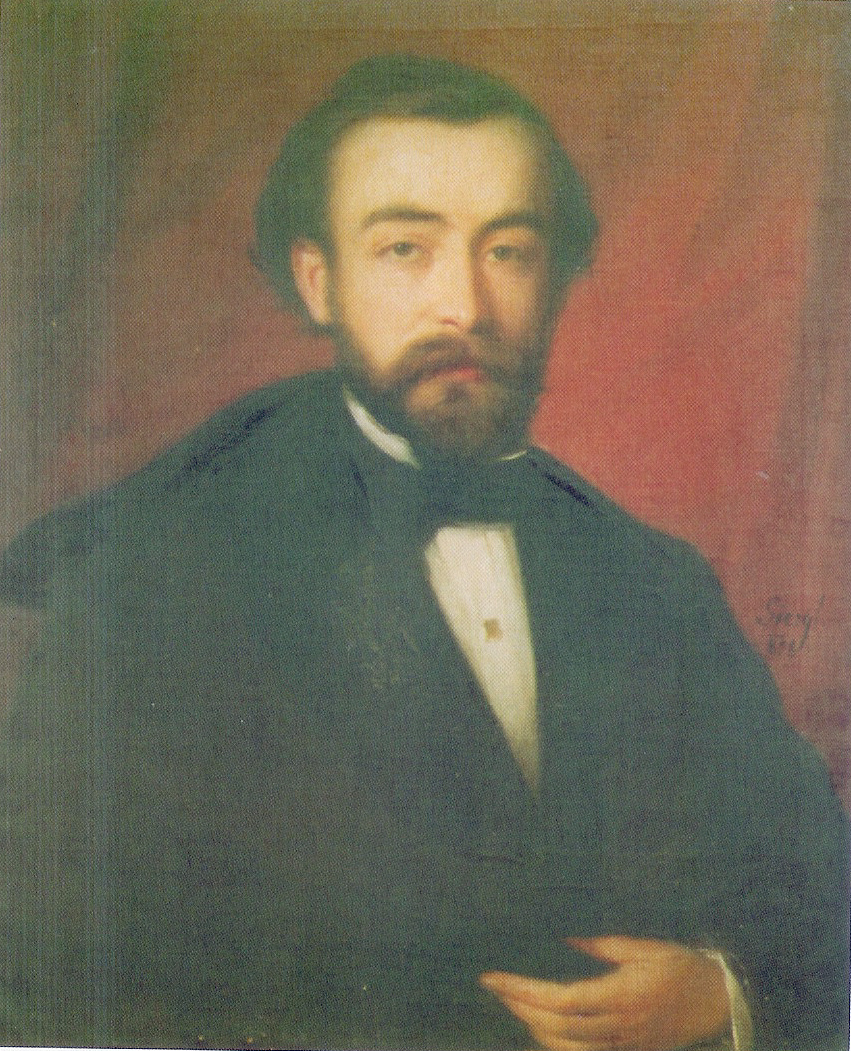
Giergl Henrik

A család leszármazottai többek között:
- Franz Giergl (1762 körül –)
  - idősebb Giergl Alajos (1793–1868) ezüstműves
    - Giergl Charlotte (1819–?) férje, Goszleth Károly városi tisztviselő
      - Goszleth István (1850–1913) fényképész
        - Goszleth Gyula (1877–1941) fényképész
          - Goszleth Lajos (1906–1963) építész

      - Goszleth Ferenc városi tanácsnok
        - Goszleth Ernő (1881–1957) fővárosi tanácsnok

    - Giergl Mária Terézia (1820–1907) 1.férje Pilvax Károly kávéháztulajdonos; 2. férje Heinrich Büchel von Adersklau
      - Pilvax Mária Terézia (1846-1903)

    - Györgyi Giergl Alajos (1821–1863) festőművész
      - Györgyi Géza (1851–1934) építész
      - Györgyi Kálmán (1860–1930) iparművész
        - Györgyi Dénes (1886–1961) építész
        - Györgyi Margit (1888–1961) férje Lindner Ernő
          - Lindner Ernõ (1912–1992) tisztviselő, felesége Gecső Zsuzsanna
            - Lindner Magdolna (1958–) művészettörténész

          - Ladányi (Lindner) Gedeon (1914–1990) korcsolyabajnok, edző, felesége Saáry Éva műkorcsolyázó
          - Lindner Melinda (1915–) tornatanár
          - Lindner Anikó (1918–) tisztviselő
          - Lindner Piroska (1920–)

        - Györgyi Kálmán (1894–1978) tisztviselő
        - Dr Györgyi Géza (1900–1975) orvos felesége Zámor Magda
          - Dr Györgyi Géza (1930–1973) fizikus
          - Györgyi Ferenc (1932–1997) mérnök
          - Györgyi Magdolna (1934–2016) matematikus, férje Dr Zimányi József (1931-2006) fizikus, akadémikus
          - Dr Györgyi Erzsébet (1936–) néprajzkutató, férje Földes László (1934–1980) néprajzkutató
            - Földes László (1959–) építész

          - Dr Györgyi Kálmán (1939–2019) jogász, legfőbb ügyész
          - Györgyi Elvira (1944–1945)
          - Györgyi Theodóra (1947–) egészségpedagógus

    - Giergl Mária (1824–?) férje Stolp Oszkár, könyvkereskedő és -kiadó
    - Giergl Victor (1827–1908) honvéd hadnagy
    - Giergl Lajos (1834–?) kártyafestő
    - Giergl Antónia, férje Mauksch Ödön jószágigazgató
    - Giergl Emma (1840–?) 1. férje Sartory Frigyes bankigazgató; 2. férje Pisztory Géza szemorvos

  - Giergl Károly (1802–?) kártyafestő
    - Giergl István (1831–?) kártyafestő
    - Giergl János (1829–?) kártyafestő

  - Giergl Ignác (1800 körül–1865) üvegműves
    - Giergl Henrik (1827–1871) üvegműves
      - Giergl Ernő (1861–1894)
      - Giergl Imre (1861–1894)
        - Gelley (Giergl) Andor (1893–1983) vitéz, gazdatiszt
          - Gelley András (1929–) mérnök, felesége Hager Ritta (1931–) textilművész
            - Dr Gelley András (1955–) orvos
              - Gelley Kristóf (1983–) ezüstműves

            - Gelley Dávid (1960–) mérnök

      - Giergl Kálmán (1860–1954) építész

    - Giergl Hedvig (1830–1916) férje Marschalkó János (1819–1877) szobrászművész
      - Marschalkó János Pál (1865–1943) jogász, bíró, államtitkár
        - Marschalkó Béla (1884–1962) építész
        - Marschalkó Margit (1888–1948) férje Pattantyús-Ábrahám Géza gépészmérnök, akadémikus

    - Giergl Emanuelle (1832–?) férje Lauffer Vilmos (Wilhelm Lauffer), könyvkereskedő és -kiadó

## Külső hivatkozások
- A Györgyi-Giergl művészcsalád honlapja Archiválva 2021. január 28-i dátummal a Wayback Machine-ben
- A Budapesti Történeti Múzeum honlapja
- A biedermeier kor elfelejtett festője: Györgyi (Giergl) Alajos
- Kubinszky Mihály tanulmánya Györgyi Dénesről
- Földes Architects honlapja